# 31e division d'infanterie (Empire allemand)
Pour les articles homonymes, voir 31e division d'infanterie.
La 31e division d'infanterie est une unité de l'armée allemande qui participe à la Première Guerre mondiale. Au déclenchement du conflit, elle forme avec la 42e division d'infanterie le 21e corps d'armée rattaché à la 6e armée allemande. La division est tout d'abord engagée en Lorraine où elle combat lors des batailles de Morhange, de la trouée de Charmes et du Bataille du Grand-Couronné. Elle est ensuite transférée dans la Somme d'octobre 1914 au mois de janvier 1915.
La 31e division est ensuite envoyée sur le front de l'Est où elle combat lors de l'offensive de Gorlice-Tarnów, puis lors de l'attaque russe du lac Naroth. Elle est finalement transférée dans les Flandres au cours du mois de janvier 1918 et participe à la bataille de la Lys au mois d'avril. Au cours de l'été et de l'automne, la division est engagée dans les combats défensifs contre les troupes alliées. À la fin du conflit, la division est rapatriée en Allemagne et dissoute au cours de l'année 1919.

## Première Guerre mondiale

### Composition

#### Temps de paix, début 1914
- 32e brigade d'infanterie (Sarrebruck)

70e régiment d'infanterie (Sarrebruck)
174e régiment d'infanterie (Forbach), (Strasbourg)
- 62e brigade d'infanterie (Haguenau)

60e régiment d'infanterie (de) (Wissembourg)
137e régiment d'infanterie (de) (Haguenau)
166e régiment d'infanterie (Bitche)
- 31e brigade de cavalerie (Sarrebruck)

7e régiment de dragons (Sarrebruck)
7e régiment d'uhlans (de) (Sarrebruck)
- 31e brigade d'artillerie de campagne (Haguenau)

31e régiment d'artillerie de campagne
67e régiment d'artillerie de campagne

#### Composition à la mobilisation - 1915
- 32e brigade d'infanterie

70e régiment d'infanterie
174e régiment d'infanterie
- 62e brigade d'infanterie

60e régiment d'infanterie
137e régiment d'infanterie
166e régiment d'infanterie
- 31e brigade d'artillerie de campagne

31e régiment d'artillerie de campagne
67e régiment d'artillerie de campagne
- 7e régiment d'uhlans « grand-duc Frédéric de Bade »
- 1re compagnie du 27e bataillon de pionniers

#### 1916
- 32e brigade d'infanterie

70e régiment d'infanterie
174e régiment d'infanterie
166e régiment d'infanterie
- 31e brigade d'artillerie de campagne

31e régiment d'artillerie de campagne
67e régiment d'artillerie de campagne
- 5 escadrons du 7e régiment d'uhlans
- 1re compagnie du 27e bataillon de pionniers

#### 1917
- 32e brigade d'infanterie

70e régiment d'infanterie
174e régiment d'infanterie
166e régiment d'infanterie
- 31e commandement divisionnaire d'artillerie

31e régiment d'artillerie de campagne
- 5 escadrons du 7e régiment d'uhlans
- 136e bataillon de pionniers

#### 1918
- 32e brigade d'infanterie

70e régiment d'infanterie
174e régiment d'infanterie
166e régiment d'infanterie
- 31e commandement divisionnaire d'artillerie

31e régiment d'artillerie de campagne
44e bataillon d'artillerie à pied
- 5 escadrons du 7e régiment d'uhlans
- 93e bataillon de pionniers

### Historique
Au déclenchement du conflit, la 31e division d'infanterie forme avec la 42e division d'infanterie le 21e corps d'armée rattachée à la VIe armée allemande.

#### 1914
- 31 juillet - 20 août : en couverture le long de la frontière française en Lorraine dans le secteur de Château-Salins et de Réchicourt-la-Petite.
- 20 - 22 août : engagée dans la bataille de Morhange dans le secteur de Dieuze.
- 23 - 26 août : poursuite des troupes françaises, occupation de Lunéville. Engagée dans la bataille de la trouée de Charmes attaque et progression en direction de Damelevières et de Gerbéviller puis occupe Rozelieures. Contre-attaques françaises, repli de la division.
- 26 août - 11 septembre : à partir du 4 septembre, engagée dans la bataille du Grand-Couronné.
- 12 - 23 septembre : retrait du front, transport par V.F. dans la région de Saint-Quentin et de Vermand, puis mouvement vers Fouquescourt[2].
- 24 septembre - 6 octobre : engagée dans la bataille d'Albert. Le 6 octobre, attaque de la division en direction de Bouchoir.
- 7 octobre 1914 - 18 janvier 1915 : occupation et organisation d'un secteur du front compris entre Fouquescourt et Chaulnes[n 1].

#### 1915 - 1916
- 18 janvier - 2 février : retrait du front, transport par V.F. sur le front de l'Est dans la région de Tilsitt.
- 3 - 22 février : engagée dans la seconde bataille des lacs de Mazurie, le 14 février progression de Augustowo en direction Sapotskin qui est atteint le 20 février.
- 23 février - 6 mars : combats le long de la Biebrza.
- 6 - 24 mars : combats autour de Sejny, le 9 mars une contre-attaque russe entraine des pertes lourdes à la 31e division d'infanterie.
- 25 - 30 mars : combats dans la région de Krasnopol et de Krasne.
- 31 mars - 20 juillet : combats dans le secteur de Mariampol, engagée dans l'offensive de Gorlice-Tarnów[n 2].
- 21 juillet - 7 août : combats dans le secteur de la Jesia et vers Wejwery.
- 8 - 18 août : occupation d'un secteur du front dans la région de Kauen.
- 19 août - 8 septembre : combats pour le franchissement du Niémen.
- 9 septembre - 2 octobre : bataille de Vilnius.
- 3 octobre 1915 - 31 décembre 1916 : organisation et occupation d'un secteur du front dans la région de Smarhon et du lac Naratch, mouvement de rocade périodes de repos et en première ligne dans le secteur.

17 - 31 mars 1916 : attaque russe, défense des positions au prix de lourdes pertes.

#### 1917
- 1er janvier - 17 septembre : organisation et occupation d'un secteur du front dans la région de Smarhon et du lac Naratch, mouvement de rocade périodes de repos et en première ligne dans le secteur.
- 18 septembre - 5 décembre : occupation de secteurs le long du Niémen, de la Bérézina et du lac Naratch.
- 5 - 21 décembre : retrait du front, repos dans la région de Vilnius. Transport par V.F. par Wirballen, Königsberg , Elbing, Dirschau, Ramberg, Aix-la-Chapelle, Verviers pour atteindre Gand[3].
- 22 décembre 1917 - 4 avril 1918 : occupation d'un secteur de front en alternance avec la 12e division de réserve[3].

19 janvier - 4 février : en ligne dans le secteur de Moorslede.
4 - 14 février : repos dans la région de Lendelede.
14 février - 3 mars et 21 mars - 4 avril : en ligne dans le secteur de Moorslede.

#### 1918
- 4 - 8 avril : retrait du front, mouvement par étapes par Menin, Wervik, Comines et Warneton pour atteindre la région de Messines.
- 9 - 12 avril : engagée dans la bataille de la Lys en direction du bois de Ploegsteert.
- 12 - 17 avril : passage en seconde ligne.
- 18 - 26 avril : en ligne au sud et au sud-ouest du mont Kemmel, combats violents et meurtriers.
- 27 avril - 6 mai : retrait du front, repos et reconstitution dans la région de Tourcoing.
- 6 - 24 mai : relève de l'Alpenkorps, occupation d'un secteur au nord du mont Kemmel[3]. Attaque française le 21 mai, nombreux prisonniers et fortes pertes à la 31e division d'infanterie.
- 24 mai - 15 juin : retrait du front, repos dans la région de Courtrai et de Menin.
- 15 juin - 27 juillet : en ligne dans un secteur au sud d'Ypres
- 27 - 29 juillet : retrait du front, transport par V.F. par Bruxelles, Namur, Charleville, Sedan vers Mars-la-Tour puis marche par étape vers Saint-Mihiel[3].
- 29 juillet - 3 septembre : occupation d'un secteur dans le saillant de Saint-Mihiel.
- 4 - 14 septembre : retrait du front, repos dans la région de Dampvitoux.
- 14 septembre - 28 octobre : en ligne dans la région de Thiaucourt-Regniéville.
- 29 octobre - 11 novembre : retrait du front la division est déplacée dans la région de Imécourt où elle combat jusqu'à la signature de l'armistice. Après la fin des combats, la division est rapatriée en Allemagne où elle est dissoute au cours de l'année 1919.

## Chefs de corps
| Grade                        | Nom                                     | Date                               |
| ---------------------------- | --------------------------------------- | ---------------------------------- |
| Generalleutnant              | Otto von Hoffmann                       | 20 mars 1871 - 17 mars 1872        |
| Generalleutnant              | Ludwig von Wittich                      | 18 mars 1872 - 11 avril 1873       |
| Generalmajor/Generalleutnant | Bernhard von Schkopp                    | 12 avril 1873 - 25 janvier 1878    |
| Generalleutnant              | Helmuth von Ziemietzky                  | 26 janvier 1878 - 13 mai 1881      |
| Generalleutnant              | Hermann von Berger (de)                 | 14 mai 1881 - 14 mai 1883          |
| Generalleutnant              | Karl von Brandenstein                   | 15 mai 1883 - 12 novembre 1884     |
| Generalleutnant              | Richard von Loewe (de)                  | 13 novembre 1884 - 3 août 1888     |
| Generalmajor/Generalleutnant | Friedrich Wilhelm Stockmarr (de)        | 4 août 1888 - 14 juillet 1889      |
| Generalleutnant              | Moritz Kühne (de)                       | 15 juillet 1889 - 26 janvier 1891  |
| Generalleutnant              | Rudolf von Zingler                      | 27 janvier 1891 - 18 décembre 1893 |
| Generalleutnant              | Eduard von Jena (de)                    | 19 décembre 1893 - 26 janvier 1896 |
| Generalleutnant              | Ludwig August Boecklin von Boecklingsau | 27 janvier 1896 - 21 mai 1899      |
| Generalleutnant              | Karl von Hugo                           | 22 mai 1899 - 11 septembre 1902    |
| Generalleutnant              | Richard Richter (de)                    | 12 septembre 1902 - 21 avril 1903  |
| Generalleutnant              | Oskar von Rohrscheidt (de)              | 22 avril 1903 - 27 novembre 1905   |
| Generalleutnant              | Paul Zunker                             | 28 novembre 1905 - 1er mars 1907   |
| Generalleutnant              | Ferdinand Waenker von Dankenschweil     | 2 mars 1907 - 21 mars 1910         |
| Generalleutnant              | Curt von Pavel                          | 22 mars - 24 avril 1910            |
| Generalleutnant              | Paul von Schaefer (de)                  | 25 avril 1910 - 3 février 1913     |
| Generalmajor/Generalleutnant | Albert von Berrer (de)                  | 4 février 1913 - 26 août 1916      |
| Generalleutnant              | Georg Nagel                             | 26 août 1916 - 26 novembre 1917    |
| Generalleutnant              | Paul von Wissel                         | 27 novembre 1917 - 18 janvier 1919 |